# アラウシオの戦い
アラウシオの戦い（アラウシオのたたかい、英語: Battle of Arausio）は、紀元前105年10月6日にローマ属州のガリア・ナルボネンシスのアラウシオ（現フランス・オランジュ）近郊で起こった、キンブリ族、テウトネス族の連合軍とローマ軍の戦いである。移住先を求め、ボイオリクス王とテウトボド王に率いられてガリアに侵入した民族系統不明のキンブリ族とゲルマン系のテウトネス族（チュートン人）が、大カエピオと グナエウス・マッリウス・マクシムスが率いるローマ軍を全滅させた。この戦いはキンブリ・テウトニ戦争の主要な戦いであると同時に、共和政ローマにおける最大の敗北の一つとされている。この大敗に衝撃を受けたローマではガイウス・マリウスが軍制革命を進め、軍事だけでなくローマ社会そのものの大幅な変革につながった。

## 背景

### 北方の戦雲
強国カルタゴを三度のポエニ戦争(紀元前264年-紀元前146年)で破った共和政ローマは地中海世界の大国となり、周辺勢力に対しても影響力を保ちつつそのうちの幾つかと同盟関係を構築していた。
紀元前100年より数十年前、ユトランド半島（諸説あり）を出発したゲルマン系ともケルト系とも言われるキンブリ族が、テウトネス族やアンブロネス族と共に南東へ移動を開始した。ボイイ族などケルト系民族と戦いつつ移動して紀元前113年にローマのノリクム属州(現オーストリア周辺)に現れ、ローマの同盟者のタウリスキ族を攻撃した。

### ローマ軍の連敗
ローマのコンスル(執政官)グナエウス・パピリウス・カルボは援軍を率いてノリクムに進軍したが、キンブリ、テウトネス、アンブロネスの連合軍にノレイアの戦いで敗れた。これがキンブリ・テウトニ戦争の始まりとなった。キンブリ族はガリアを目指してアルプス山脈の北側を西進し、たびたびローマ軍を破った。紀元前109年にガリア・ナルボネンシス属州に侵入したキンブリ族、テウトネス族は、執政官マルクス・ユニウス・シラヌスの軍を破った。
キンブリ族の移動によりガリアの勢力バランスが崩れ、スイスから南ドイツにかけて居住していたガリア系のヘルウェティイ族など諸部族がローマ属州になだれ込んだ。ヘルウェティイ族を構成する4支族の一つティグリニ族はライン川を越えてガリア・ナルボネンシス属州に侵入し、紀元前107年にブルディガラ（現ボルドー）付近でローマ軍を率いる執政官ルキウス・カッシウス・ロンギヌスを副将ともども戦死させるに至った(ブルディガラの戦い)。
また、諸部族の侵入と略奪に呼応してガリア都市トロサ(トゥールーズ)が反乱を起こした。連敗に業を煮やした元老院は、執政官グナエウス・マッリウス・マクシムスとプロコンスル(前執政官)  クィントゥス・セルウィリウス・カエピオ(大カエピオ)に大軍を預けて派遣した。トロサを鎮圧した大カエピオはキンブリ族が再び侵入してくるのを現地で待ち受け、紀元前105年10月にその時が訪れた。

## ローマ軍の内紛
紀元前105年のローマ執政官は、プブリウス・ルティリウス・ルフスとマクシムスの2人だった。年長のルフスはつい最近まで続いていたユグルタ戦争にも従軍するなど軍事経験が豊富だったが、ガリアへの遠征軍を率いたのは経験が浅いマクシムスの方だった。軍は二つに分かれ、一方を執政官のマクシムスが、他方を前執政官の大カエピオが率いて、それぞれアラウシオ近くのローヌ川沿いに野営した。
本来であれば執政官のマクシムスが前執政官の大カエピオの上官に当たり、総司令官となるはずだった。しかし、ノウス・ホモ(平民から元老院議員となった者)であるマクシムスはローマの貴族社会で後ろ盾を持たず、更に軍事的経験の浅さも相俟って、大カエピオはマクシムスの指揮下に入ることを拒否し、ローヌ左岸のマクシムス軍に対して右岸に宿営地を設けた。大カエピオはローマきっての名門貴族の出身で強硬な閥族派議員でもあり、平素から平民を蔑視していた。

## 戦闘の経緯

### 兵力
ローマ軍の兵力は正規兵のレギオン(軍団)が10から12で兵数8万、属州兵から成るアウクシリア(補助兵)と非戦闘員が合わせて4万だった。一方のキンブリ族とテウトネス族は合わせておよそ20万の大軍とされた。

### 接触
マクシムス陣営のコンスル格のレガトゥス(副官)マルクス・アウレリウス・スカウルスが率いる哨戒任務中の別働隊が、キンブリ族の先鋒と遭遇した。ローマ兵はキンブリ族に圧倒されて潰走し、スカウルスは捕虜となってキンブリ族のボイオリクス王の前に引き立てられた。スカウルスが「ローマ軍に打ち破られる前に自国へ帰れ」と傲然と言い放ったため、怒ったボイオリクス王はこの敵将を生きたまま木の檻に入れて焼き殺した。別働隊の壊滅を聞き、マクシムスは大カエピオにローヌ左岸に渡るように命じた。大カエピオはようやく不承不承アラウシオ近くに移動し、ローマ全軍が敵を対峙した。ボイオリクス王はマクシムスと和平交渉を開始した。

### ローマ軍の全滅
マクシムスと大カエピオは合流したが、激しい仲たがいが続いていた。大カエピオはマクシムスと共同の陣営で作戦協議をすることを肯んぜず、命令権の独立を主張した。元老院から派遣されている顧問団の仲裁や将校たちが設けた両指揮官の会合も逆効果だった。マクシムスとボイオリクス王の交渉が進むのを見た大カエピオは、10月6日に自分の手兵を率いて突如キンブリ族の陣営を強襲した。モムゼンは、大カエピオが、同僚に手柄を独り占めにされることを恐れたのではないかとしている。しかし、この行動はあまりに軽率で準備を欠いたため、キンブリ族の粘り強い守備に跳ね返され、逆襲に遭って大カエピオ軍は壊滅した。キンブリ族によって宿営地は略奪され、大カエピオは無傷で戦場から逃走した。
大カエピオの軍にたやすく勝利を収めたキンブリ族は、指揮官の内輪揉めで士気が下がっていたマクシムスの軍にも襲いかかった。ローヌ川の対岸で友軍が全滅するのを見ているしかなかったマクシムス軍は、宿営地の位置取りが悪かったために逃げることもできず、川岸に追い詰められた。多くの兵が川に逃げ込んだが、重装歩兵は重い鎧で動きもままならないまま溺れ死に、逃げ延びた者はわずかだった。マクシムスは息子が戦死し、自身も命からがら戦場から離脱した。当時の軍には、戦闘員の他にその半数の従者や非戦闘員が同行することが多かったが、彼らも犠牲となった。ローマ軍の犠牲者数については議論があるが、リウィウスは戦闘員の死者だけで8万人と主張している。モムゼンは、戦闘員以外に兵数の半分近い非戦闘員も死んだとしている。

## 戦後
アラウシオの敗戦は、共和政ローマにとって、6万人の死傷者を出した第二次ポエニ戦争のカンネーの戦い以来の大惨事となった。恐るべき「蛮族」がアルプスのすぐ向こうまで来ていると知ったローマは「terror cimbricus (キンブリの恐怖)」と呼ばれるパニック状態に陥った。また、大カエピオの傲慢さが敗戦を招いたと受け止められ、元老院における主導的な階層だったノビレスへの不満が高まった。逃げ帰った大カエピオは市民権剥奪の上で国外追放され、非ノビレスのノウス・ホモでユグルタ戦争の英雄ガイウス・マリウスが執政官に選出された。権力集中を恐れるローマでは執政官の連続当選を禁じる規定があり、3年前に執政官だったマリウスは本来資格が無かったが、従来行われてきた命令権の延長では時間がかかると判断されて民会の支持を得る事に成功し、この後更に4年続けて当選して強大な権勢を振るう事となる。
ローマ軍を撃破したキンブリ族はフランス・オーベルニュ一帯に住むアルウェルニ族と争い、その後イタリア半島には向かわずにピレネー山脈方面へ去った。一息ついたローマはマリウスの下で軍を再編し、後に再びガリア属州に侵入したキンブリ族、テウトネス族をアクアエ・セクスティアエの戦い(紀元前102年)と ウェルケラエの戦い(紀元前101年)で殲滅した。